# Sånga-Sundby
Sånga-Sundby is een plaats in de gemeente Ekerö in het landschap Uppland en de provincie Stockholms län in Zweden. De plaats heeft 55 inwoners (2005) en een oppervlakte van 15 hectare.